# Publius Quinctilius Varus

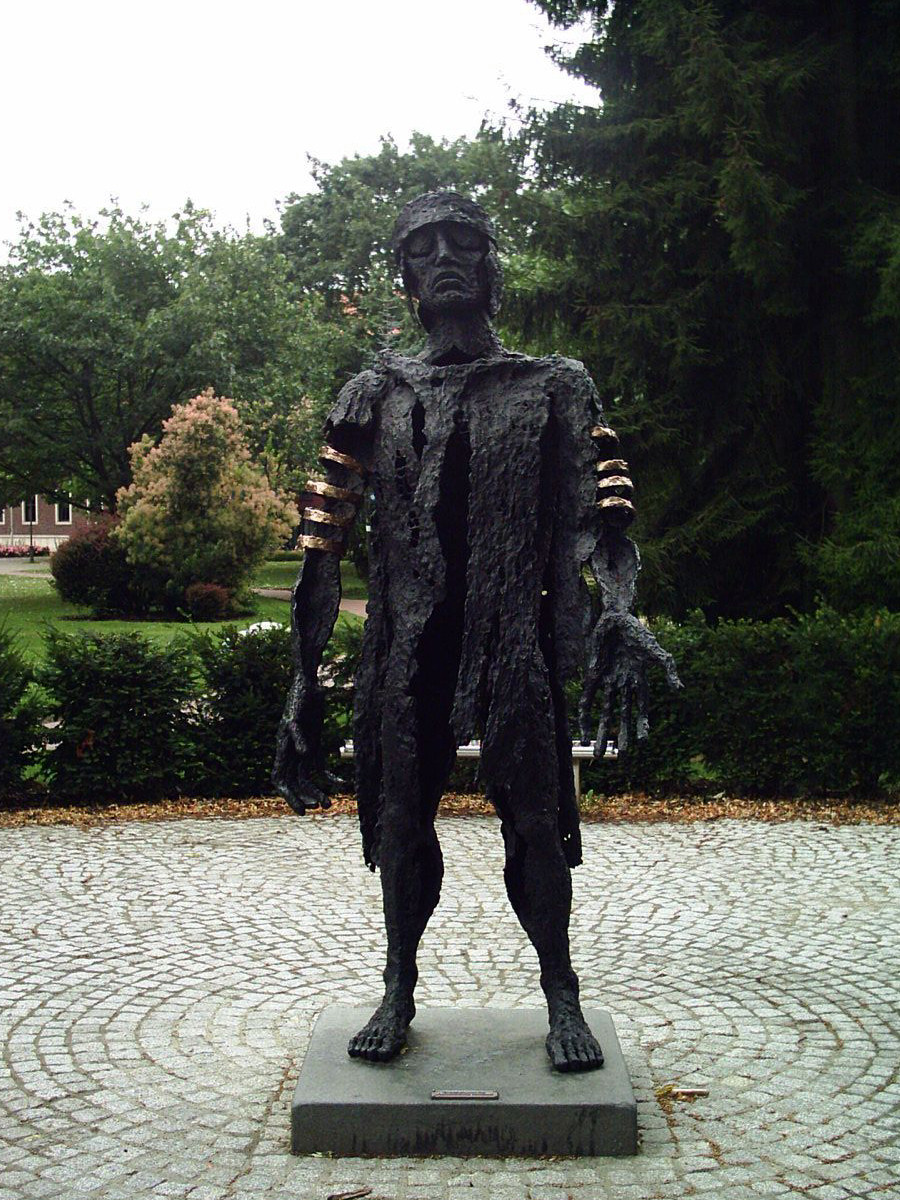
Înfrângerea lui Varus, o sculptură din 2003 de Wilfried Koch în Haltern am See, Germania.

Publius Quinctilius Varus  (n. 46 î.Hr., Cremona, Lombardia, Italia – d. 9 d.Hr., Teutoburger Wald, Renania de Nord-Westfalia, Germania) a fost politician și senator roman în timpul împăratului Cezar August. A fost guvernator al Africii (c. 9/8-4 î.Hr.) și al Siriei (7 - 5 î.Hr.), apoi comandant suprem al provinciei Germania (7 - 9 d.Hr.). Numele său este legat de înfrângerea suferită de trupele romane în bătălia numită Bătălia lui Varus care a avut loc împotriva triburilor germanice sub conducerea lui Arminius în Teutoburger Wald. În bătălie a căzut însuși comandantul trupelor romane, senatorul Varus.